# Örnen har landat (roman)
Örnen har landat (originaltitel The Eagle has Landed) är en roman av Jack Higgins utgiven 1975.

## Karaktärer
- Liam Devlin
- Oberstleutnant Kurt Steiner
- Leutnant Ritter von Neumann
- Hauptstabfeldwebel Otto Brandt
- Feldwebel Hans Altmann
- Gefreiter Werner Briegel
- Joanna Grey
- Molly Prior
- Paul Koenig
- John Amery
- Pamela Vereker
- Brana Lezemnikof